# Tipo Quattro-platform
Het Tipo Quattro-platform was een autoplatform uit de jaren 1980 en 1990. Het werd gebruikt voor de Saab 9000, de Lancia Thema, de Fiat Croma en de Alfa Romeo 164.
Het kwam tot stand na een overeenkomst tussen de vier automerken in oktober 1978 om de ontwikkelingskosten voor nieuwe sedans in de hogere middenklasse te drukken, hoewel het daarna nog zes tot negen jaar zou duren voordat de auto's op de markt kwamen.
Het platform werd gebruikt voor auto's met voorwielaandrijving (met optionele vierwielaandrijving) en een onafhankelijke ophanging met MacPherson-veerpoten op de vier wielen.
De Saab en de Lancia waren de eerste auto's die geïntroduceerd werden in 1984, de Fiat volgde twee jaar later en de Alfa Romeo ten slotte zag het licht in 1987.
De Fiat Croma en de Lancia Thema leken sterk op de Saab, maar de Alfa Romeo deelde alleen het chassis. De Saab en de Fiat werden gelanceerd als vijfdeurs hatchback, de Alfa Romeo en de Lancia werden verkocht als vierdeurs sedan. In 1986 voegde Lancia de enige stationwagen op basis van het Tipo Quattro-platform toe. In 1988 kwam Saab nog met een sedanversie van de 9000.
Omdat de vier auto's erg op elkaar leken, konden veel onderdelen uitgewisseld worden, ongeacht het merk. Zo kon de voorruit van de Croma perfect op de Saab 9000 gebruikt worden. Ook de buitenspiegels van de Croma en de 9000 waren nagenoeg identiek. Omdat het platform gedeeld werd met drie andere auto's, bevond het contactslot van de Saab 9000 zich op de stuurkolom en niet tussen de voorstoelen zoals gebruikelijk was bij andere Saab-modellen. Met zijn exclusieve voorwielophanging en enkele chassisaanpassingen verschilde de Alfa Romeo het meest van de andere auto's. De Saab gebruikte dan weer een starre achteras in plaats van MacPherson-veerpoten. Ook de voorkant van de Saab was radicaal anders vanwege de sterk verbeterde bescherming tegen aanrijdingen.
De Lancia Thema was de eerste van de vier Tipo Quattro-modellen die vervangen werd toen hij in 1995 opgevolgd werd door de Lancia Kappa. Deze laatste maakte gebruik van een nieuw Type E-platform dat in 1996 ook aan de basis lag van de Alfa Romeo 166. De Fiat Croma werd in 1996 geschrapt zonder directe opvolger en de Saab 9000 werd in 1997 vervangen door de Saab 9-5 die gebaseerd was op het GM2900-platform van General Motors dat ook werd gedeeld met de tweede generatie Saab 900 en de Saab 9-3.
De vervanging in 1998 van de Alfa Romeo 164 door de 166 betekende het einde van het Tipo Quattro-platform na 14 jaar dienst.

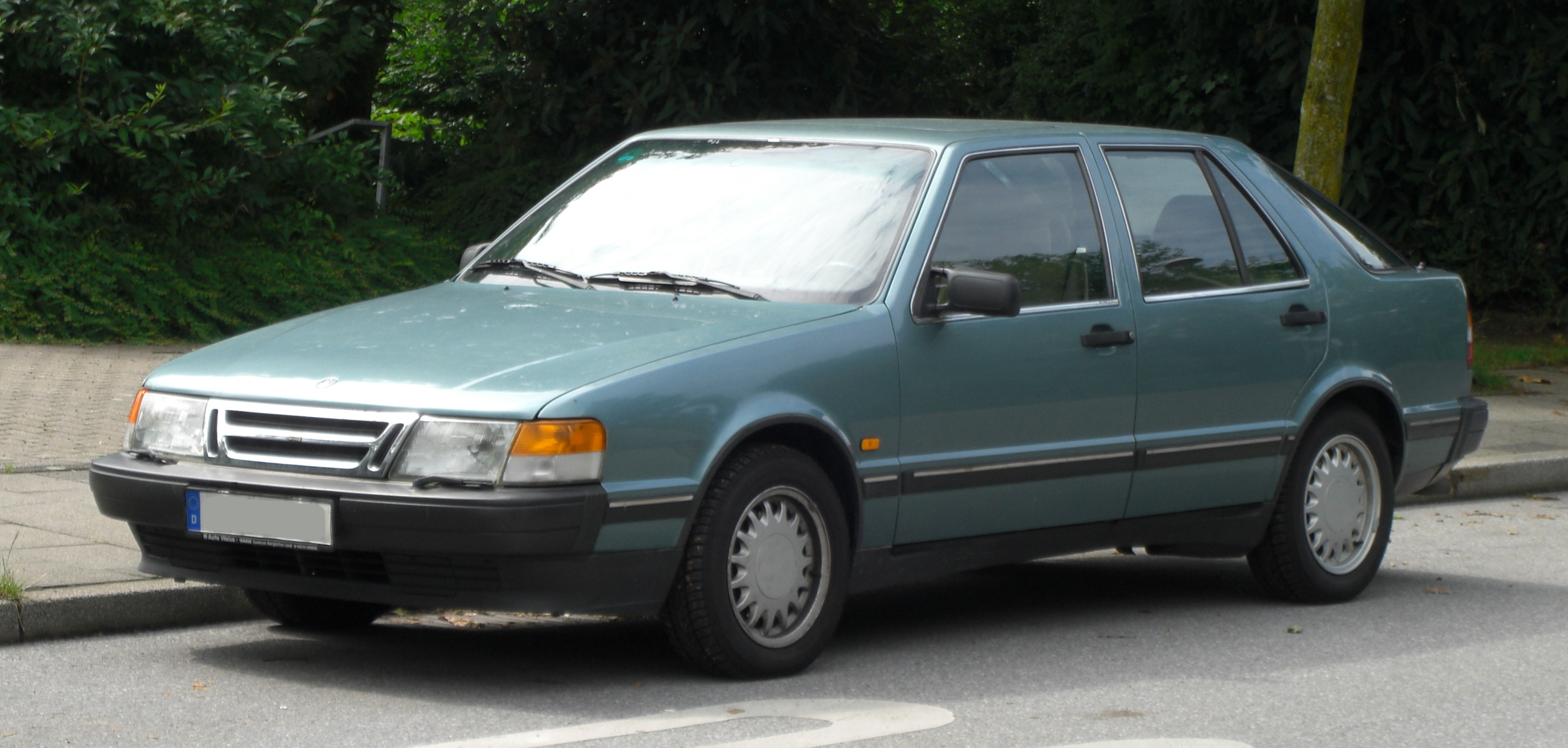
Saab 9000 (1984-1997)
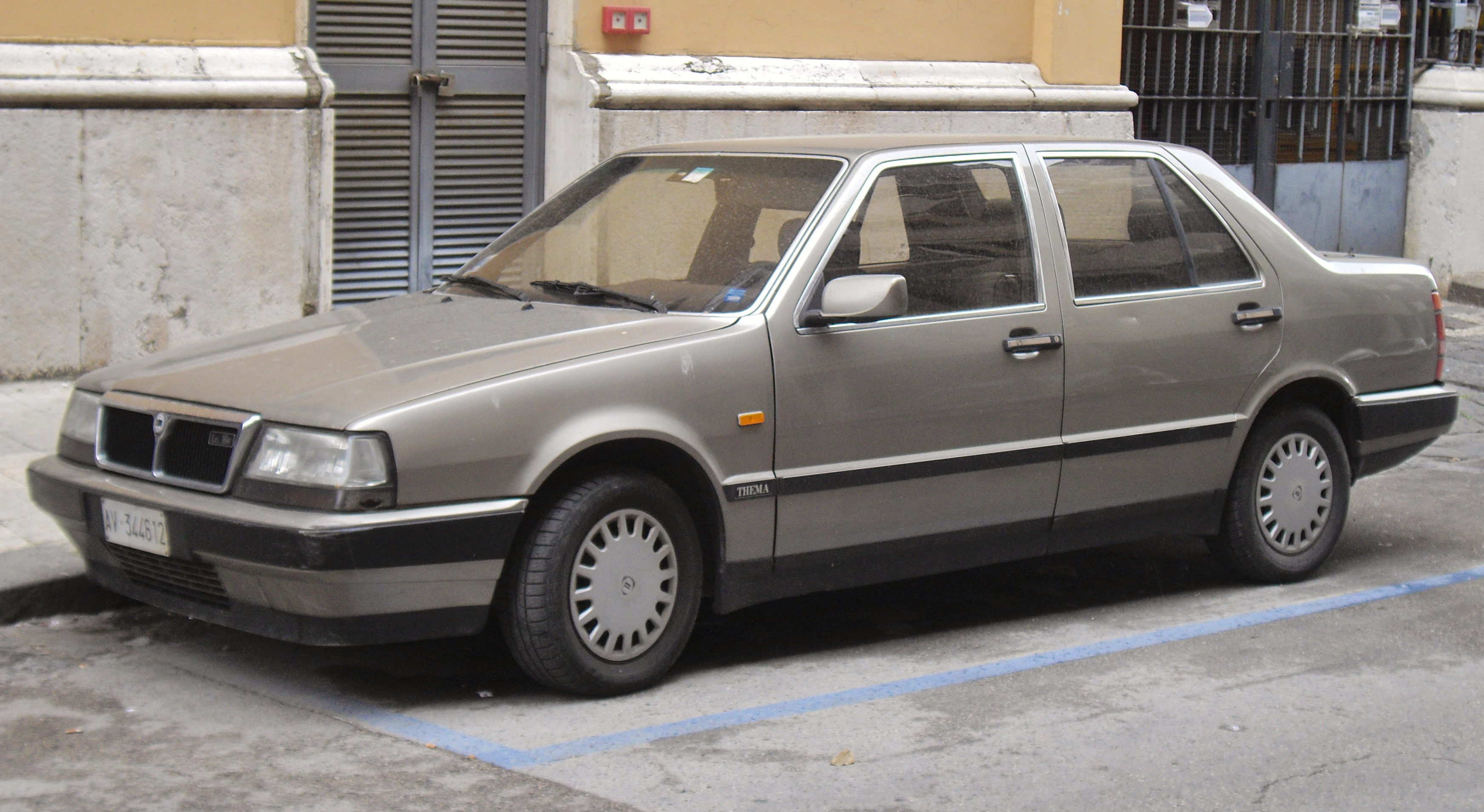
Lancia Thema (1984-1995)
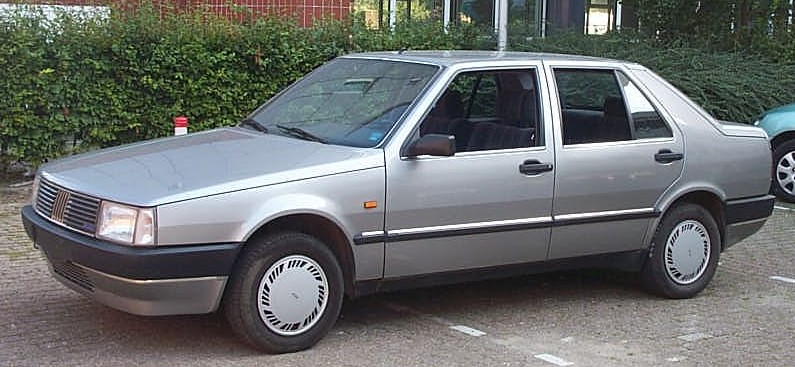
Fiat Croma (1986-1996)
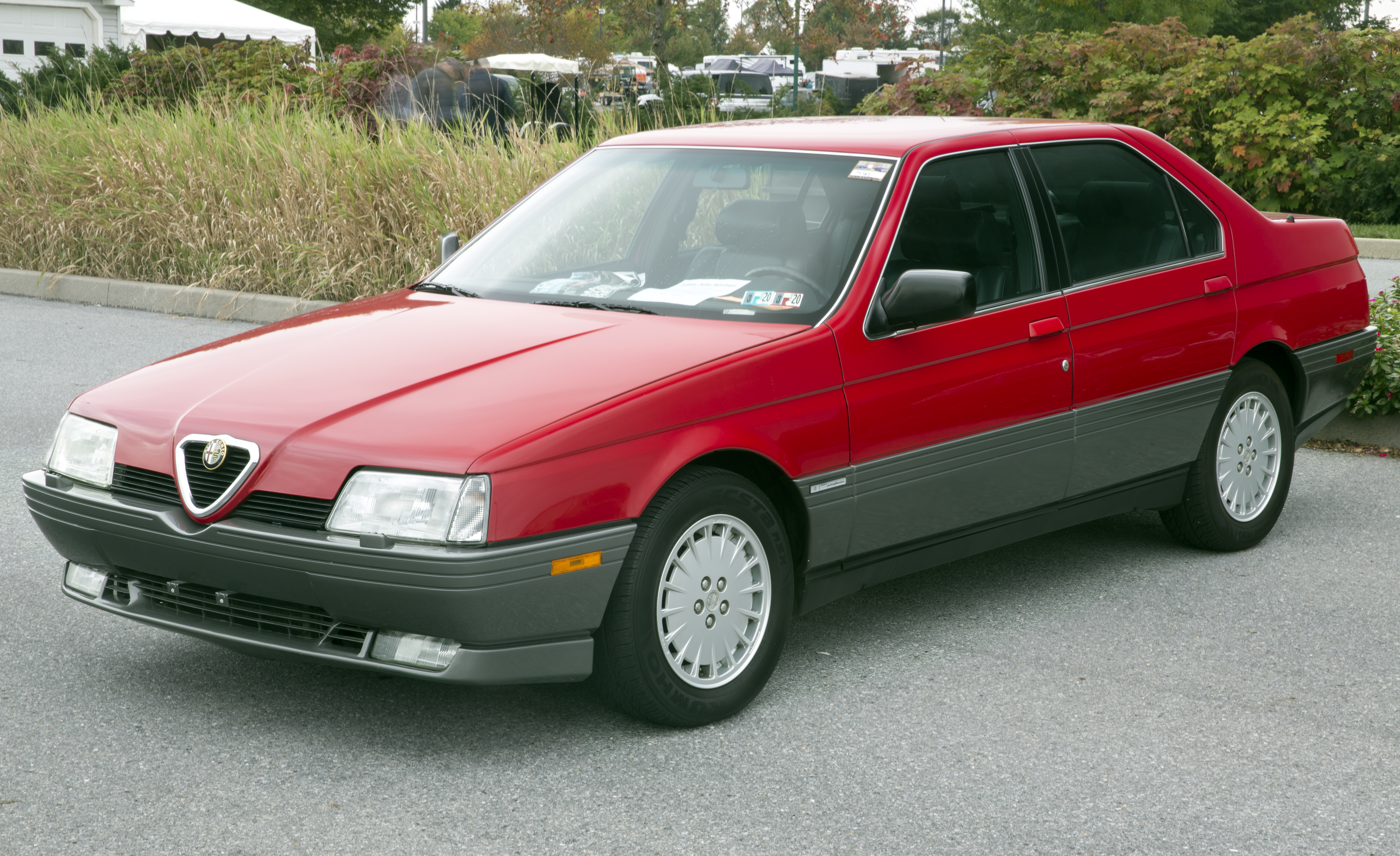
Alfa Romeo 164 (1987-1998)